# Risto Björlin
Risto Uolevi Björlin (ur. 9 grudnia 1944 w Vaasa) – fiński zapaśnik walczący w stylu klasycznym. Trzykrotny olimpijczyk. Brązowy medalista z Monachium 1972 (styl klasyczny w kategorii 57 kg). Odpadł w eliminacjach w Tokio 1964 (styl klasyczny w kategorii 52 kg) i w Meksyku 1968. (styl klasyczny w kategorii 57 kg).
Szósty na mistrzostwach świata w 1967 i 1970. Zdobył trzy medale na mistrzostwach Europy, w tym złoty w 1969. Siedmiokrotny medalista mistrzostw nordyckich w latach 1963 - 1975.